# 申佐
申佐（1523年—？），字懋良，號崧巖，直隸廣平府永年縣人，民籍，明朝政治人物。给事中申价從弟。

## 生平
嘉靖三十四年（1555年）乙卯科順天府鄉試第一百四名舉人。嘉靖三十五年（1556年）中式丙辰科三甲第一百一十名進士。兵部观政，授湖广岳州府推官，四十年六月选授浙江道試御史，十月實授，四十二年二月条陈蓟镇边防七事，四十三年二月升山西按察司佥事。隆慶二年復除河南佥事，累官陝西右參議，四年十二月升山西按察司副使、整饬沿边兵备，五年十月以邊功陞本布政使司右参政、仍兼副使。俺答汗請求通市，申佐單騎出塞確定聯盟，万历元年（1573年）七月擢都察院右僉都御史、巡撫大同地方赞理军务，因得罪張居正，于万历三年二月被罷免。万历十五年五月以边功賜祭一坛。

## 家族
曾祖申廣，縣主簿贈兵部員外郎；祖父申紀，壽官；父申成，贈推官。嫡母魏氏，贈孺人；生母李氏，封太孺人。
有子申台吉。